# ヘルトヤン・フェルベーク
ヘルトヤン・フェルベーク（オランダ語: Gertjan Verbeek、オランダ語発音: [ˈɣɛrcɑn vərˈbeːk]、1962年8月1日 - ）は、オランダ・デーフェンテル出身の元サッカー選手、サッカー指導者。Gert-janという名前は通常一つに繋げて発音されるため、ヘルチャン、ヘルジャンに近い発音に聞こえる。

## 監督歴

### オランダ
1994年に選手を引退すると、そのままヘーレンフェーンでアシスタントコーチに就任した。2001年に選手時代にレンタル移籍したヘラクレス・アルメロの監督に就任した。2004年にはフォッペ・デ・ハーンの退任に伴い再びヘーレンフェーンに復帰し、監督となった。2008年にはフェイエノールトの監督になったものの、選手との対立により短期間で退任となった。2009-10シーズンはヘラクレス・アルメロに復帰し、エールディヴィジ6位の順位をつけた。
翌2010-11シーズンはAZアルクマールの監督に就任した。2011年12月のKNVBカップのアヤックス・アムステルダム戦では酔ってピッチに乱入したファンがAZのゴールキーパー、エステバン・アルバラードに飛び掛かり、これに対して応戦したアルバラードに対してレッドカードが提示された。これに対してフェルベークは選手に引き上げを指示、1-0で優勢であったAZはこの試合を中止させた。その後、このゲームはやり直しとなり、2-3でAZが勝利した。2013年9月29日に選手との方向性の違いを理由に解雇された。

### ドイツ
2013年10月22日に2015年6月30日までの契約で1.FCニュルンベルクの監督に就任した。しかし2014年4月23日に解任された。
2014年12月22日にVfLボーフムの監督に就任する事が発表され、2015年1月1日より同クラブの監督となった。2015年3月23日に前任の地ニュルンベルクに現れた彼は1.FCニュルンベルクに1-2での勝利を収めた。2017年7月11日に解任された。

## 個人成績

### 選手
| 1984-85 | ヘーレンフェーン |          | エールステ | 21  | 6  | 21  | 6  |
| 1985-86 | ヘーレンフェーン |          | エールステ | 22  | 1  | 22  | 1  |
| 1986-87 | ヘラクレス       |          | エールステ | 31  | 9  | 31  | 9  |
| 1987-88 | ヘーレンフェーン |          | エールステ | 31  | 3  | 31  | 3  |
| 1988-89 | ヘーレンフェーン |          | エールステ | 30  | 4  | 30  | 4  |
| 1989-90 | ヘーレンフェーン |          | エールステ | 34  | 10 | 34  | 10 |
| 1990-91 | ヘーレンフェーン |          | エール     | 30  | 2  | 30  | 2  |
| 1991-92 | ヘーレンフェーン |          | エールステ | 32  | 6  | 32  | 6  |
| 1992-93 | ヘーレンフェーン |          | エールステ | 29  | 5  | 29  | 5  |
| 1993-94 | ヘーレンフェーン |          | エール     | 25  | 1  | 25  | 1  |
| 通算    | オランダ         | オランダ | エール     | 55  | 3  | 55  | 3  |
| 通算    | オランダ         | オランダ | エールステ | 230 | 44 | 230 | 44 |
| 総通算  | 総通算           | 総通算   | 総通算     | 285 | 47 | 285 | 47 |

### 監督
2017年5月21日現在
| クラブ               | 就任日         | 退任日        | 戦績 | 戦績 | 戦績 | 戦績 | 戦績   | 戦績                                      |
| クラブ               | 就任日         | 退任日        | 試   | 勝   | 分   | 敗   | 率     | 出典                                      |
| -------------------- | -------------- | ------------- | ---- | ---- | ---- | ---- | ------ | ----------------------------------------- |
| ヘラクレス・アルメロ | 2001年7月1日   | 2004年6月30日 | 113  | 57   | 22   | 34   | 050.44 | [ 11 ] [ 12 ] [ 13 ] [ 14 ] [ 15 ] [ 16 ] |
| SCヘーレンフェーン   | 2004年7月1日   | 2008年6月30日 | 173  | 81   | 34   | 58   | 046.82 | [ 17 ] [ 18 ] [ 19 ] [ 20 ] [ 21 ] [ 22 ] |
| フェイエノールト     | 2008年7月1日   | 2009年1月14日 | 26   | 8    | 4    | 14   | 030.77 | [ 23 ]                                    |
| ヘラクレス・アルメロ | 2009年7月1日   | 2010年6月30日 | 39   | 19   | 6    | 14   | 048.72 | [ 24 ]                                    |
| AZアルクマール       | 2010年7月1日   | 2013年9月29日 | 157  | 76   | 33   | 48   | 048.41 | [ 25 ] [ 26 ] [ 27 ] [ 28 ]               |
| 1.FCニュルンベルク   | 2013年10月22日 | 2014年4月23日 | 22   | 5    | 5    | 12   | 022.73 | [ 4 ]                                     |
| VfLボーフム          | 2015年1月1日   | 2017年7月11日 | 98   | 35   | 32   | 31   | 035.71 | [ 29 ]                                    |
| 合計                 | 合計           | 合計          | 595  | 268  | 127  | 200  | 045.04 | —                                         |

## タイトル

### 監督時代
AZアルクマール
- KNVBカップ:1回（2012-13）

アデレード・ユナイテッドFC
- FFAカップ:1回（2019）